# Schaqsybek Qulekejew
Schaqsybek Äbdirachmetuly Qulekejew (kasachisch Жақсыбек Әбдірахметұлы Құлекеев, russisch Жаксыбек Абдрахметович Кулекеев Schaksybek Abdrachmetowitsch Kulekejew; * 24. Juli 1957) ist ein kasachischer Politiker.

## Leben
Schaqsybek Qulekejew wurde 1957 im Rajon Talas in der Oblast Dschambul geboren. Er schloss 1979 ein Mathematikstudium an der Kasachischen Staatlichen Kirow-Universität ab.
Seine berufliche Laufbahn begann er als Dozent an der Fakultät für angewandte Mathematik am Institut für Volkswirtschaft in Alma-Ata. 1992 wurde er Leiter der Abteilung für Mikroökonomie. Im November 1995 wurde Qulekejew erster stellvertretender Vorsitzender des Staatskomitees für Statistik und Analyse und am 25. Januar 1997 wurde er zum Vorsitzenden der Agentur für Statistik der Republik Kasachstan ernannt. Er leitete die Agentur beinahe drei Jahre, bevor er am 13. Oktober 1999 im Kabinett von Nurlan Balghymbajew zum Wirtschaftsminister Kasachstans ernannt wurde. Zwischen Januar 2002 und Juni 2003 bekleidete er den Posten des Vorsitzenden des Rechnungsausschusses zur Kontrolle des Staatshaushalts. Am 14. Juni 2003 wurde Qulekejew erneut Mitglied der kasachischen Regierung. Diesmal bekam er im Kabinett von Danial Achmetow den Posten des Ministers für Bildung und Wissenschaft. Zwischen Juni 2005 und Januar 2006 war er Rektor der Akademie für öffentliche Verwaltung unter dem Präsidenten der Republik Kasachstan. Anschließend wurde er erster Vizepräsident des staatlichen kasachischen Erdölunternehmens KazMunayGas und von Mai 2007 an leitete er als Vorstandsvorsitzender die staatliche Eisenbahngesellschaft Kasachstan Temir Scholy.
Anfang April 2008 wurde er verhaftet. Ihm wurde die Annahme von Bestechungsgeld vorgeworfen. Am 13. November desselben Jahres wurde er von einem Gericht in der Hauptstadt Astana wegen Amtsmissbrauchs zu drei Jahren Haft verurteilt. Am 20. November 2009 wurde er aufgrund einer Entscheidung eines Gerichts in Almaty auf Bewährung entlassen. Seit Januar 2010 arbeitet er beim kasachischen Institut für Öl und Gas, einem Tochterunternehmen von KazMunayGas.